# 偈颂
偈語或偈颂，是指婆罗门教、佛教等印度诸宗教使用的唱颂词或唱诵词，為十二分教或九分教中的偈陀（Gatha，又译伽陀）、祇夜（Geya，意譯重頌）、憂陀那（Udāna，意译自说）的总称，以偈陀之名，音意合譯而來，有時專指偈陀；其體裁和中國古代詩詞類似，故在漢地常譯爲駢句。
歷代佛教高僧讲经说法，常引偈语。如：
- 釋迦牟尼佛悟道後的第一句偈語：「深寂離戲光明無為法，有如甘露此法我已得，若示於他無有誰能知，不如住於無語森林中。」
- 六祖惠能大師有偈语：“菩提本无树，明镜亦非台。本来无一物，何处惹尘埃。”通常以四句為一頌。
- 第十四世達賴喇嘛丹增嘉措偈頌句：「如待車支已，而施設為車，觀待蘊體支，施設假有情。」
- 發願偈、誦經結尾辭：「願消（滅）三障諸煩惱，願得智慧真明了，普願罪障悉消除，世世常行菩薩道。」[1][2][3]

## 外部連結
- 漫談佛教偈頌 （页面存档备份，存于）
- 淺析六朝漢譯佛典偈頌之文學特色—以經藏偈頌為主 （页面存档备份，存于）